# 1962-es magyar birkózóbajnokság
Az 1962-es magyar birkózóbajnokság az ötvenötödik magyar bajnokság volt. A kötöttfogású bajnokságot december 1. és 2. között, a szabadfogású bajnokságot pedig május 5. és 6. között rendezték meg, mindkettőt Budapesten, a Nemzeti Sportcsarnokban.

## Eredmények

### Férfi kötöttfogás
| Versenyszám  | Arany                              | Arany | Ezüst                            | Ezüst | Bronz                         | Bronz |
| ------------ | ---------------------------------- | ----- | -------------------------------- | ----- | ----------------------------- | ----- |
| Lepkesúly    | Radics József Orosházi Spartacus   |       | Alker Imre BVSC                  |       | Bolla József Újpesti Dózsa    |       |
| Légsúly      | Varga János Bp. Honvéd             |       | Czellér Béla Dunaújvárosi Kohász |       | Módos János Szigetvári Zrínyi |       |
| Pehelysúly   | Gutman József Diósgyőri VTK        |       | Kátai József BVSC                |       | Ivanovics Iván Szolnoki MÁV   |       |
| Könnyűsúly   | Deli József Vasas SC               |       | Polyák Imre Újpesti Dózsa        |       | Balassa János Kecskeméti TE   |       |
| Váltósúly    | Tarr Gyula BVSC                    |       | Rizmajer Antal Ferencvárosi TC   |       | Vatai László Ferencvárosi TC  |       |
| Középsúly    | Gurics György Bp. Honvéd           |       | Hollósi Géza Bp. Honvéd          |       | Kovács János Debreceni VSC    |       |
| Félnehézsúly | Bugyenszki Imre Orosházi Spartacus |       | Vigh Imre Ferencvárosi TC        |       | Kiss Ferenc Ganz-MÁVAG VSE    |       |
| Nehézsúly    | Kozma István Vasas SC              |       | Vászin Péter Debreceni VSC       |       | Georgiádesz Gábor MTK         |       |

### Férfi szabadfogás
| Versenyszám  | Arany                        | Arany | Ezüst                              | Ezüst | Bronz                         | Bronz |
| ------------ | ---------------------------- | ----- | ---------------------------------- | ----- | ----------------------------- | ----- |
| Lepkesúly    | Kupcsik Lajos Diósgyőri VTK  |       | Radics József Orosházi Spartacus   |       | Ölveti László Debreceni VSC   |       |
| Légsúly      | Varga János Bp. Honvéd       |       | Járja István MTK                   |       | Takács Imre Győri Vasas ETO   |       |
| Pehelysúly   | Kellermann József Bp. Honvéd |       | Gitai Zoltán Szegedi VSE           |       | Fehér János Egri Dózsa        |       |
| Könnyűsúly   | Deli József Vasas SC         |       | Tóth Lajos Csepel SC               |       | Viczek József Diósgyőri VTK   |       |
| Váltósúly    | Tóth Gyula Bp. Honvéd        |       | Kovács Sándor Bp. Honvéd           |       | Zsibrita János Bp. Honvéd     |       |
| Középsúly    | Hollósi Géza Bp. Honvéd      |       | Kovács János Debreceni VSC         |       | Kiss Barbabás Ferencvárosi TC |       |
| Félnehézsúly | Vigh Imre Ferencvárosi TC    |       | Bugyenszki Imre Orosházi Spartacus |       | Szabó Lajos Debreceni VSC     |       |
| Nehézsúly    | Kozma István Vasas SC        |       | Reznák János Ceglédi VSE           |       | Hőhn József Szegedi VSE       |       |